# Touffréville
Touffréville é uma comuna francesa na região administrativa da Normandia, no departamento Calvados. Estende-se por uma área de 5,73 km². Em 2010 a comuna tinha 384 habitantes (densidade: 67 hab./km²).